# El Látigo: semanario festivo y satírico
El Látigo: semanario festivo y satírico: repartirá cuando menos un latigazo cada semana, va ser una publicació satírica reusenca que sortí l'any 1887.

## Història
Volia ser un periòdic crític amb els sectors de la burgesia que dirigien la ciutat des d'una perspectiva progressista. Al seu primer número diu que repartiran: "latigazos sin consideración de cuna ni posición social, poniendo en un mismo plato el sombrero de copa y la tradicional barretina, el casco militar i la mitra del obispo" encara que l'únic estament satiritzat i encara de forma no gaire violenta, serà l'eclesiàstic. La resta del contingut es dedica al safareig local.
El seu director era Josep Català i Tarrats, i els col·laboradors signaven amb pseudònims.

## Aspectes tècnics
Tenia vuit pàgines i format foli i s'imprimia a la Impremta d'Eduard Navàs. Es venia a cinc cèntims. Se'n coneix només un número, el primer, de 5 de novembre de 1887.
En el dibuix de la portada apareix com a fons la ciutat de Reus, d'on sobresurt el característic campanar i les fumeres de la indústria local. Del cantó esquerre, entre unes plantes, surt una mà amb un fuet que fueteja un grup de gent, entre els quals hi ha un capellà, un militar, una dona, un burgès i un obrer.
El 1913 va sortir una altra publicació reusenca amb el nom de El Látigo.

## Localització
- Biblioteca Central Xavier Amorós. Reus.[3]